# Inovo
Inovo (izvirno srbsko Иново) je naselje v Srbiji, ki upravno spada pod Občino Knjaževac; slednja pa je del Zaječarskega upravnega okraja.

## Demografija
V naselju, katerega izvirno (srbsko-cirilično) ime je Иново, živi 96 polnoletnih prebivalcev, pri čemer je njihova povprečna starost 62,0 let (59,0 pri moških in 64,4 pri ženskah). Naselje ima 45 gospodinjstev, pri čemer je povprečno število članov na gospodinjstvo 2,22.
To naselje je, glede na rezultate popisa iz leta 2002, večinoma srbsko, a v času zadnjih treh popisov je opazno zmanjšanje števila prebivalcev.
|  |

| Demografija | Demografija     | Demografija     |
| Leto        | Št. prebivalcev | Št. prebivalcev |
| ----------- | --------------- | --------------- |
|             |                 |                 |
|             |                 |                 |
|             |                 |                 |
|             |                 |                 |
| 1948        | 419             |                 |
| 1953        | 394             |                 |
| 1961        | 365             |                 |
| 1971        | 259             |                 |
| 1981        | 215             |                 |
| 1991        | 184             | 184             |
| 2002        | 100             | 100             |
|             |                 |                 |

| Etnična sestava po popisu iz leta 2002 | Etnična sestava po popisu iz leta 2002 | Etnična sestava po popisu iz leta 2002 | Etnična sestava po popisu iz leta 2002 | Etnična sestava po popisu iz leta 2002 |
| -------------------------------------- | -------------------------------------- | -------------------------------------- | -------------------------------------- | -------------------------------------- |
| Srbi                                   | Srbi                                   |                                        | 98                                     | 98,0%                                  |
| Vlahi                                  | Vlahi                                  |                                        | 1                                      | 1,0%                                   |
| Neznano                                | Neznano                                |                                        | 1                                      | 1,0%                                   |